# Oss
Oss é uma cidade e um município no sul dos Países Baixos com uma população de cerca de 76.626 habitantes, situada na província do Brabante do Norte.

## A cidade de Oss
Oss foi mencionada pela primeira vez em uma carta do Papa Alexandre II, em 6 de maio de 1069. Recebeu os direitos de cidade em 1399 por Hertogin Johanna van Brabant. Atualmente, Oss tem as importantes indústrias farmacêuticas e químicas Diosynth e Organon, ambas companhias da Akzo Nobel.
Oss é também a residência da equipe de futebol profissional TOP Oss, e o lugar de nascimento do ex-jogador da Seleção Neerlandesa de Futebol Ruud van Nistelrooy. Curiosamente, este nunca jogou pelo TOP Oss, mas sim para seus rivais FC Den Bosch.